# Masami Kobushi
Masami Kobushi (空にかける橋?) è un album di cover della cantante giapponese Masami Okui pubblicato il 1º maggio 2003 dalla Starchild. L'album ha raggiunto la diciassettesima posizione della classifica degli album più venduti in Giappone, vendendo 17 324 copie.

## Tracce
1. Cutie Honey (キューティーハニー?) (originale: Yoko Maekawa)
2. Give a Reason (originale: Megumi Hayashibara)
3. truth (originale: Luca Yumi)
4. LOVE SQUALL (originale: Ichirō Mizuki)
5. Zankoku na tenshi no these (残酷な天使のテーゼ?) (originale: Yōko Takahashi)
6. Successful Mission (originale: Megumi Hayashibara)
7. GHOST SWEEPER (originale: Chie Harada)
8. Lupin III Ai no Theme (ルパン三世 愛のテーマ?) (originale: Ichirō Mizuki)
9. Tamashii no Refrain (魂のルフラン?) (originale: Yōko Takahashi)
10. Northern Lights (originale: Megumi Hayashibara)
11. YOU GET TO BURNING (originale: Yumi Matsuzawa)
12. Kyou mo Dokoka de Devilman (今日もどこかでデビルマン?) (originale: Keizo Toda)